# Achyranthes arborescens
Espèce
Statut de conservation UICN

 CR  : 
En danger critique
Achyranthes arborescens est une espèce de plante de la famille des Amaranthaceae endémique de l'île Norfolk.

## Galerie photos

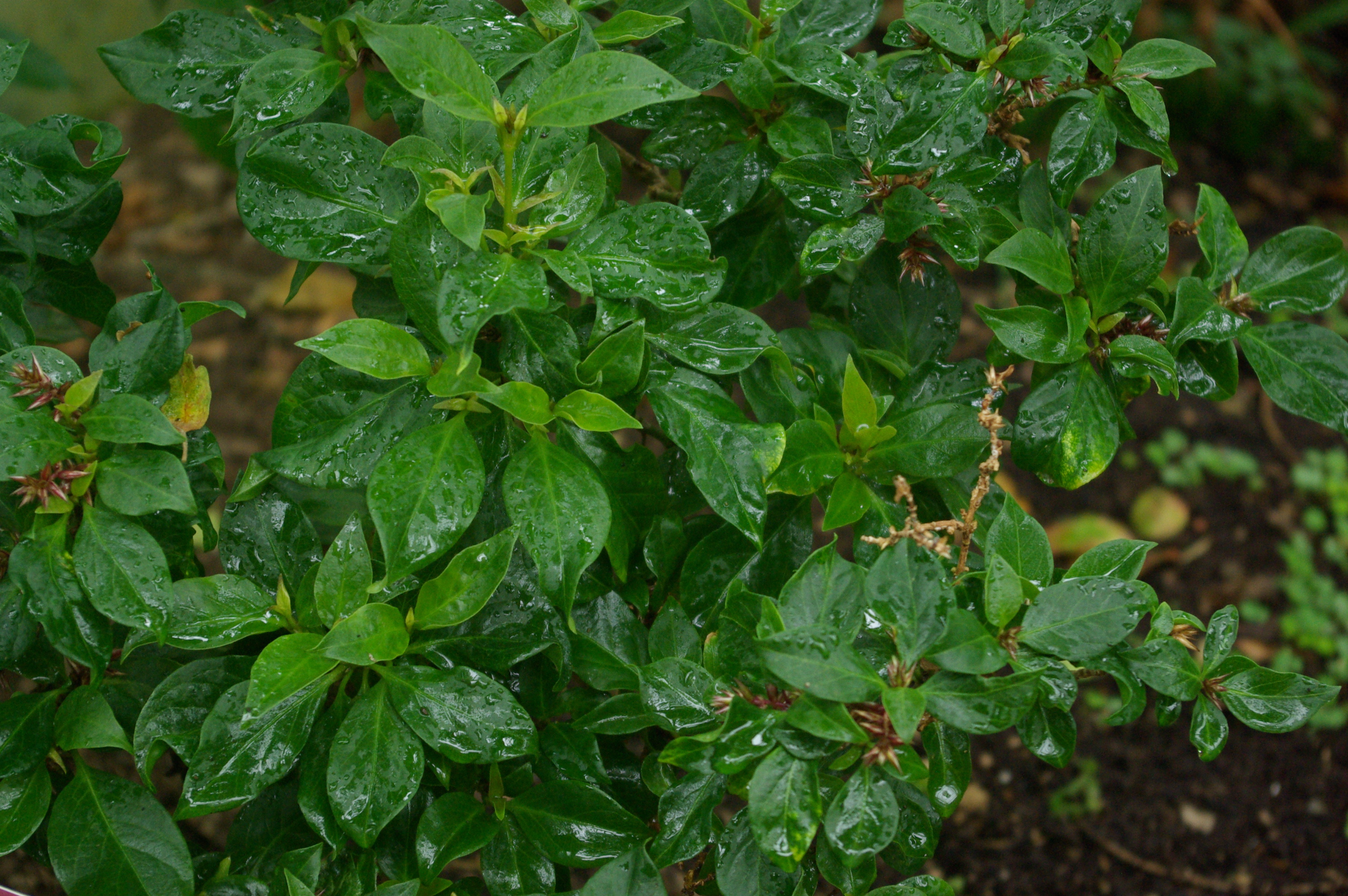
Plant d'Achyranthes sous serre
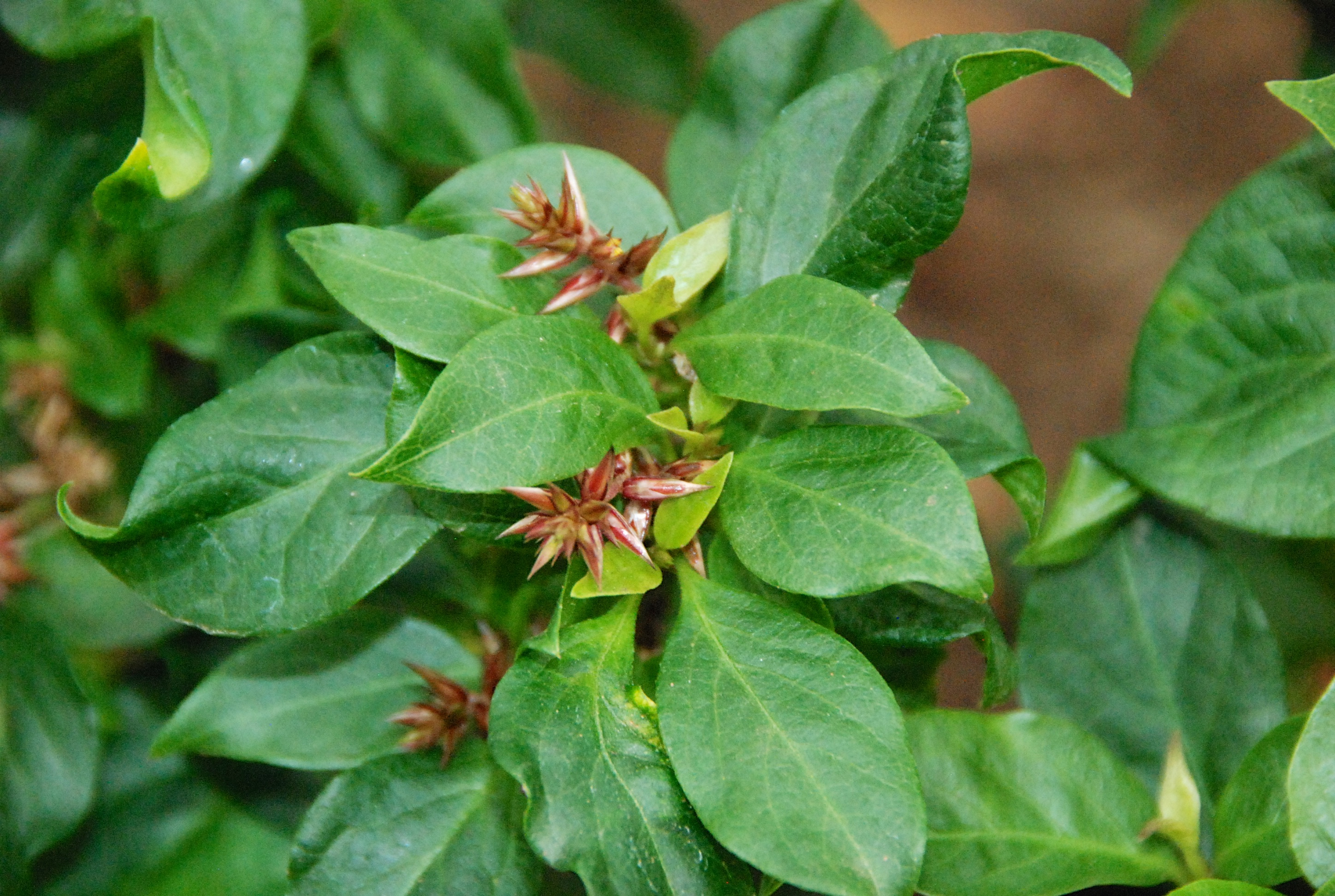
Fleur
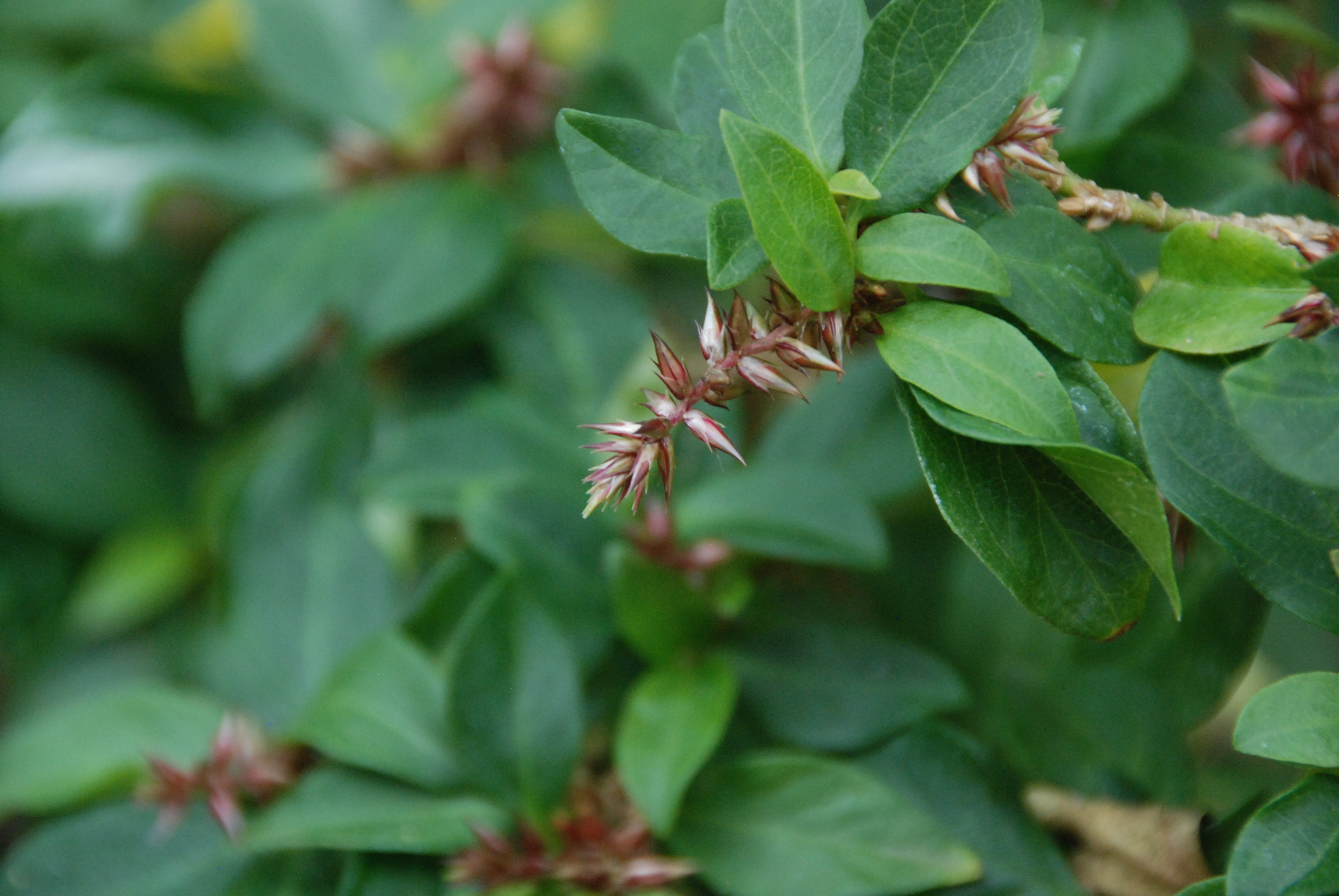
Fleur
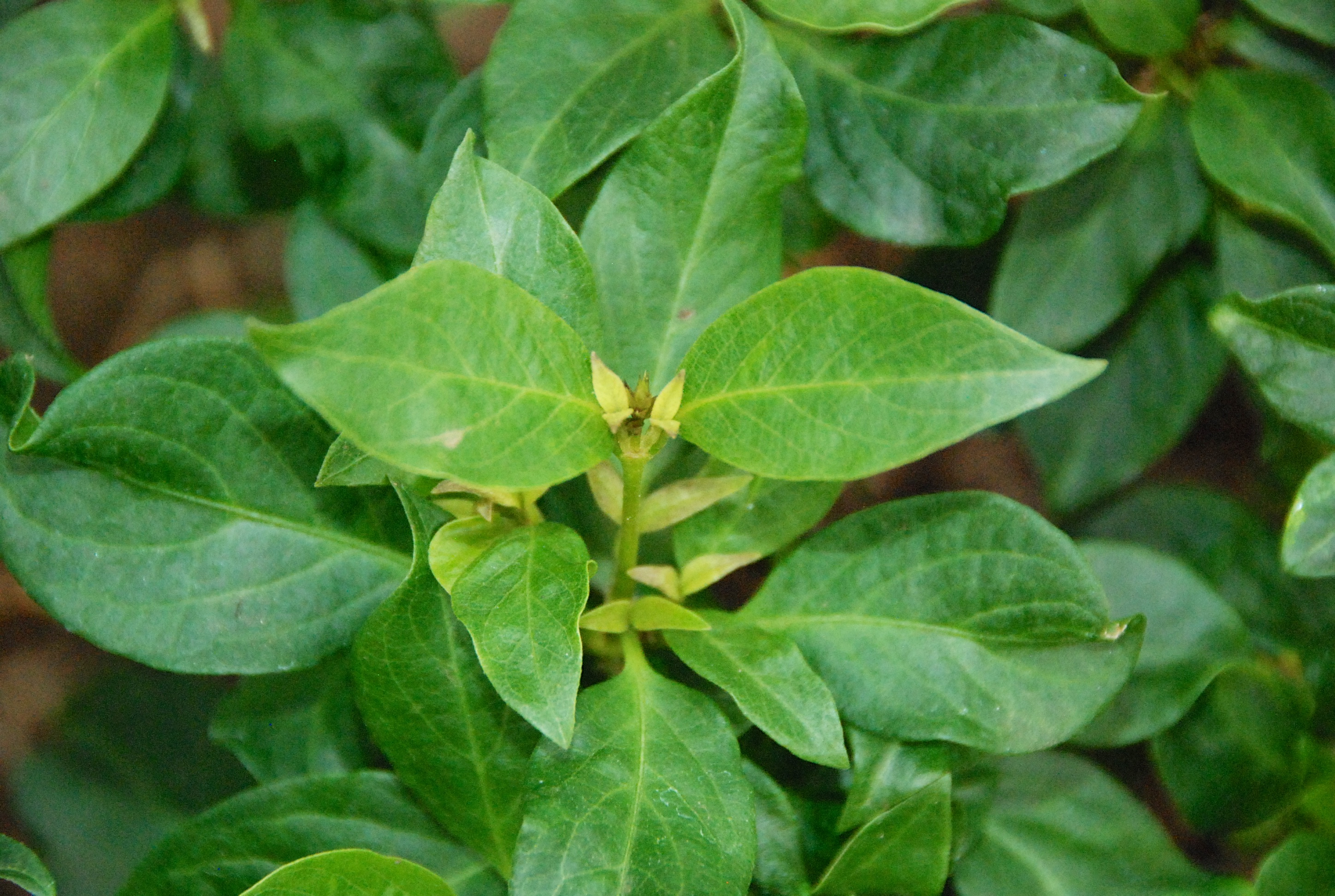
Feuille